# Cochlospermum regium
Cochlospermum regium, còn được gọi là cây bông vàng (tiếng Bồ Đào Nha: Algodao do cerrado; tiếng Thái: ต้นสุพรรณนิการ์), là một loại thực vật có nguồn gốc từ thảo nguyên Cerrado nhiệt đới của Nam Mỹ, nhưng nay nó cũng phổ biến ở khu vực Đông Nam Á.
Cochlospermum regium là một cây nhỏ. Hoa màu vàng và sáng có đặc tính chống oxy hóa. Tại Thái Lan, nó là hoa biểu tượng của tỉnh Buriram, tỉnh Saraburi và tỉnh Uthai Thani.

## Hình ảnh

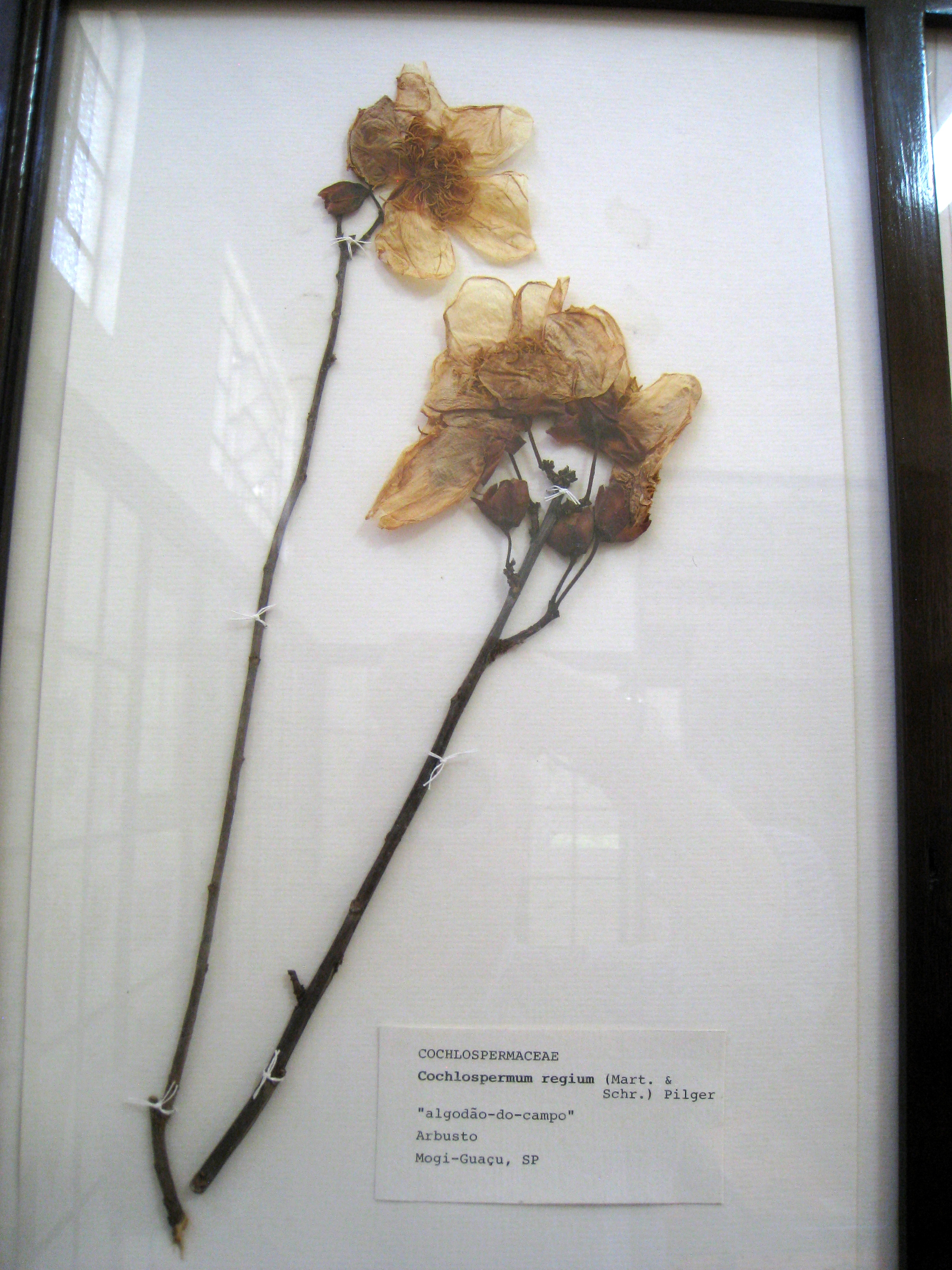
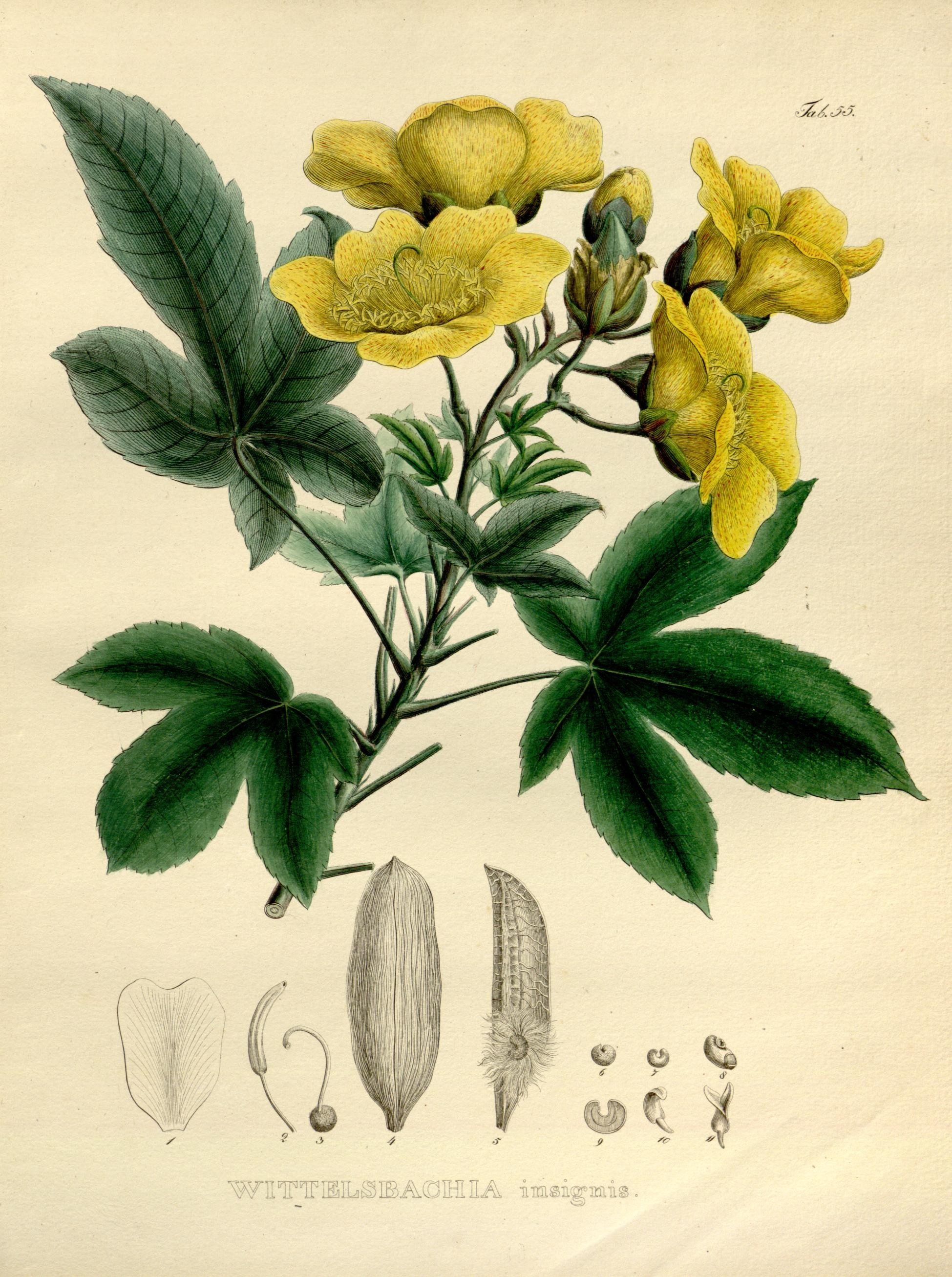
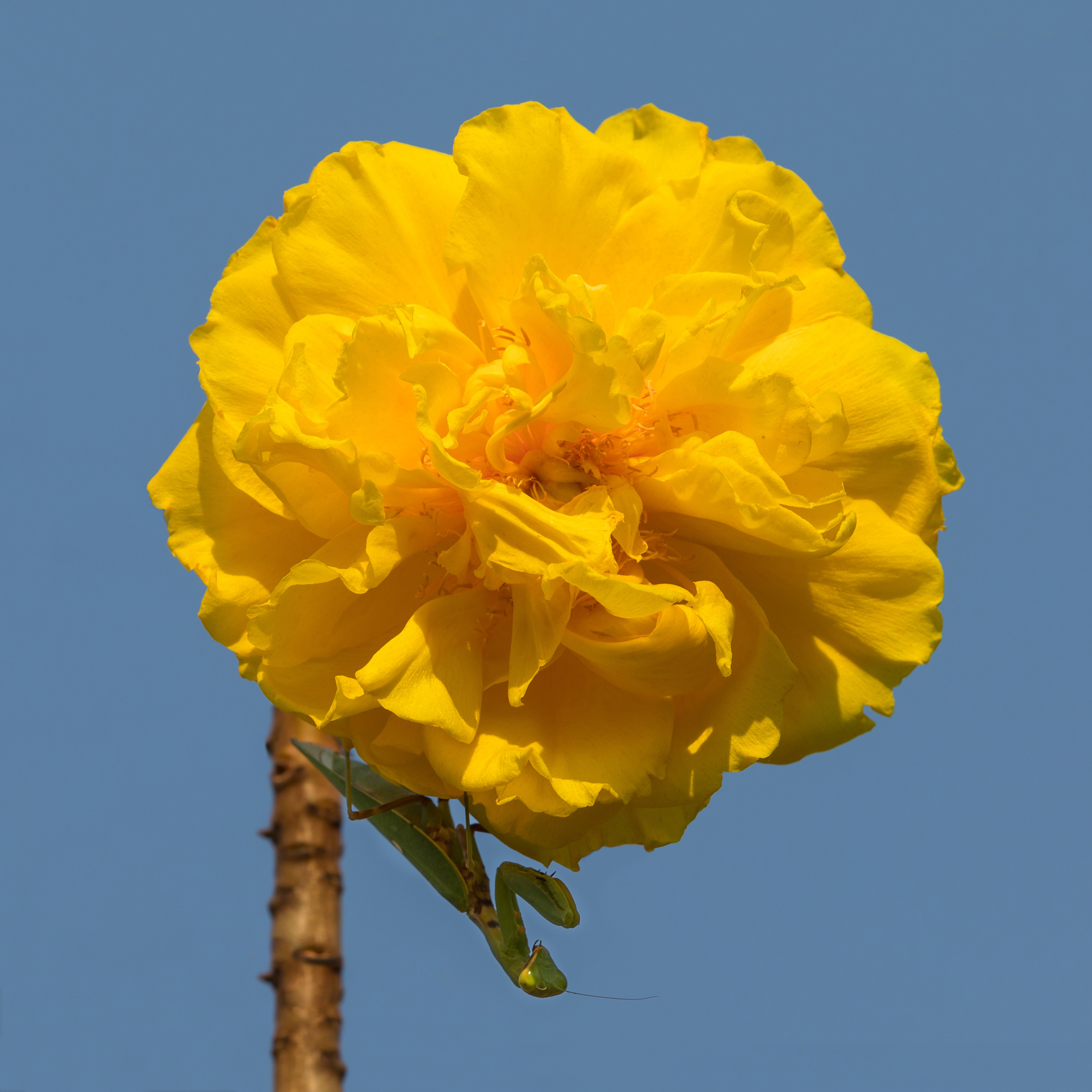